# Rodrigo Ayala
Rodrigo Ayala (Berazategui, Buenos Aires, 11 de agosto de 1994) es un futbolista argentino. Que se desempeña como  lateral izquierdo y Volante izquierdo. Su actual equipo es  Ferro Carril Oeste de la Primera Nacional de Argentina.

## Clubes
| Club                        | País      | Año       |
| --------------------------- | --------- | --------- |
| Estudiantes (LP)            | Argentina | 2015-2016 |
| → Los Andes (cedido)        | Argentina | 2016-2017 |
| Villa San Carlos            | Argentina | 2017-2018 |
| Chacarita Juniors           | Argentina | 2018-2019 |
| Independiente Rivadavia     | Argentina | 2019-2020 |
| Sportivo Peñarol (Chimbas)  | Argentina | 2020      |
| Comunicaciones              | Argentina | 2021      |
| Nueva Chicago               | Argentina | 2022      |
| Mitre (Santiago del Estero) | Argentina | 2023      |
| San Telmo                   | Argentina | 2024      |
| Ferro Carril Oeste          | Argentina | 2025-Act. |

- Datos: Q23668692